# Немъртви (Warcraft)
Немъртвите са една от расите населяващи измисления свят, в който се развива действието от поредицата Warcraft, създадена от компанията Blizzard Entertainment.
Te са персонажи който са участвали в армиите на Кралят Лич, но волята и съзнанието им са освободени от лейди Силванас Уиндрънър, която те провъзгласяват за своя кралица. Те поели контрол над кралството Lordaeron, което било унищожено от Мъртвия Рицар Артас през Третата война. Те са в мир с Ордата (Horde), но техният мир е по скоро само за изгода защото те мразят всичко живо, както и напастта (the Scourge). Тяхната столица е Undercity, намираща се под катакомбите на руините на града Lordaeron, където те провеждат чудовищни експерименти с живи същества. Те казват, че са се присъединили към Ордата за да загърбят злото, което ги е изпълвало преди, но никой не вярва в това. Носят се слухове, че Забравените работят над зараза която ще унищожи както напастта, така и всичко живо в Азерот. Те впрягат голяма част от мрачните си умения в алхимията (Alchemy) и много от делата им и реда в Ъндърсити се определят от Кралското аптекарско общество (The royal apothecary society)
Силванас Уиндрънър е бивш рейнджър от армията на Кел'Талас която паднала в битка с напастта, бива възкресена като банши от Краля Лич за да се подчинява на волята му. След инцидентите при ледения трон, тя впряга волята и силите си и се освобождава от неговата хватка като получава помощ от Пламтящия легион (the Burning Legion) и клановете на огретата (ogres).